# NGC 3185
NGC 3185 ist eine Balken-Spiralgalaxie vom Hubble-Typ SBa im Sternbild Löwe an der Ekliptik. Sie ist schätzungsweise 52 Millionen Lichtjahre von der Milchstraße entfernt und hat einen Durchmesser von etwa 55.000 Lichtjahren. Die Galaxie wird als Seyfert-2-Galaxie klassifiziert und ist Mitglied der Hickson Kompakt Gruppe 44.
Das Objekt wurde im Januar 1850 von George Johnstone Stoney entdeckt.